# 김학범 (1962년)
김학범(한국 한자: 金學範, 1962년 6월 7일 ~ )은 대한민국의 전 축구 선수이며, 포지션은 미드필더였다.